# Dikpâla
Les Dikpālas (devanāgarī: दिक्पाल) ou dikpâlaka, appelés aussi lokapalas sont les gardiens des huit (ashta) directions (ashtadikpalas), dans l'hindouisme, c'est-à-dire les dieux gardant les points cardinaux et intercardinaux.
Ils sont représentés sur les temples hindous à partir de l'époque médiévale. Leur véhicule (vâhana) respectif ainsi que leurs divers attributs permettent de les distinguer. Les Ashtadikpalas se rencontrent aussi dans le bouddhisme.
Ces dikpāla sont, pour beaucoup, des divinités à part entière déjà existantes dans le védisme dont l'hindouisme est en grande partie issu ; leurs attributs, leurs fonctions et leur importance, cependant, peuvent avoir changé d'une religion à l'autre.

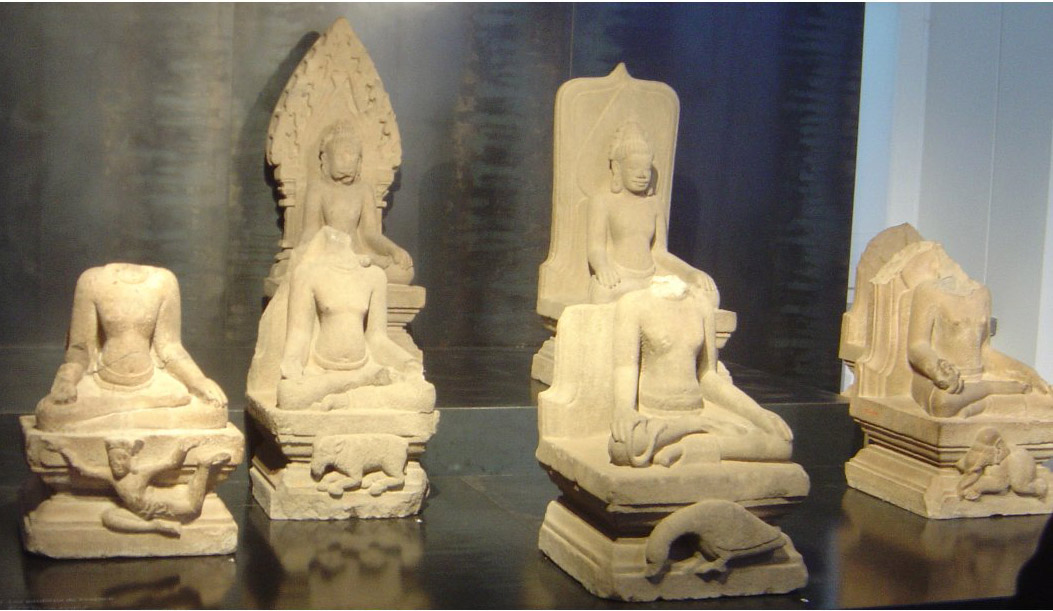
Dikpâlâ provenant de My Son (art Cham, Xe siècle)

Il s'agit, en suivant le sens de la circumambulation rituelle, ou pradakṣiṇa, de :
- Est : Indra, roi des dieux et dieu de l'orage. Il a pour attribut le vajra  (symbolisant la foudre) et sa monture est l'éléphant.
- Sud-Est : Agni, dieu du sacrifice et du feu. Il a pour attribut principal la lance, et est très souvent représenté se découpant sur un fond de flammes, parfois constituée par sa propre chevelure de feu. Sa monture est le bélier.
- Sud : Yama, juge des morts. Sa monture est le buffle, et ses attributs les plus fréquents le lien (pāsa) et le bâton.
- Sud-Ouest : Nirritî, gardien de la région des morts. Sa monture varie selon les textes fondateurs ; son attribut est souvent une épée.
- Ouest : Varuna, dieu des océans et des eaux terrestres. Son attribut principal est le lien, rappelant son rôle dans le védisme, où il liait et déliait de manière symbolique les destinées humaines.
- Nord-Ouest : Vāyu, dieu du vent. Il tient souvent un étendard ou un drapé gonflé par le vent, et sa monture est une gazelle.
- Nord : Kubera, gardien des richesses. Il est représenté avec des attributs variés et pas toujours identifiables. La richesse qu'il évoque peut être figurée par une certaine corpulence, ou bien par des vases qui l'entourent. Dans les textes plus anciens (comme le Māhabhārata), il est parfois remplacé par le dieu Soma, lié à la découverte de la liqueur d'immortalité (amrita), au sein des dikpālas.
- Nord-Est : Îshâna, un aspect de Shiva. Il tient l'attribut principal du dieu, le trident, et sa monture est le taureau[2].